# Cantone di Saint-Auban
Il Cantone di Saint-Auban era una divisione amministrativa dell'arrondissement di Grasse.
A seguito della riforma approvata con decreto del 24 febbraio 2014, che ha avuto attuazione dopo le elezioni dipartimentali del 2015, è stato soppresso.

## Composizione
Comprendeva 13 comuni:
- Aiglun
- Amirat
- Andon
- Briançonnet
- Caille
- Collongues
- Gars
- Le Mas
- Les Mujouls
- Sallagriffon
- Séranon
- Valderoure
- Saint-Auban